# Джордж Уленбек
Джо́рдж Ю́джин Уленбе́к (англ. George Eugene Uhlenbeck; 6 грудня 1900, Батавія, Голландська Ост-Індія (зараз Джакарта, Індонезія) — 31 жовтня 1988, Боулдер, США) — американський фізик-теоретик нідерландського походження. Член Національної академії наук США (1955), а також низки інших наукових товариств світу. Наукові роботи стосуються в основному квантової механіки, атомної та ядерної фізики, кінетичної теорії, статистичної механіки, нелокальної квантової теорії поля. Найбільшу популярність здобув завдяки відкриттю спіна електрона, здійсненого спільно з Самуелом Гаудсмітом.

## Біографія

### Походження та освіта
Джордж (або Георг) Уленбек народився в столиці Голландської Ост-Індії Батавії (нині Джакарта, Індонезія) в родині Юдженіуса Маріуса Уленбека, підполковника голландської Ост-Індської армії, і Анни Марії Бегер, дочки голландського генерал-майора. Рід Уленбека має німецьке коріння, його предки перебралися до Голландії в середині XVIII століття. У сім'ї було шестеро дітей, двоє померли в ранньому віці від малярії. Згодом, крім Джорджа, здобув популярність і його брат Ейгеніус Маріус, що став лінгвістом і знавцем яванської мови, професором Лейденського університету.
Уленбеки часто переїжджали з місця на місце, жили у свій час на Суматрі, де Джордж отримав перші елементи освіти. 1905 року батько вийшов у відставку (головним чином, щоб дати дітям гідну освіту), і незабаром сім'я повернулася на батьківщину, осівши в Гаазі. Там Джордж займався в початковій і середній школі і під впливом свого вчителя всерйоз зацікавився фізикою. Він прочитав університетський підручник, написаний Гендріком Лоренцем, вивчив диференціальне й інтегральне числення. У липні 1918 року Уленбек здав заключні шкільні іспити, проте вступити до університету він не міг. За законами того часу для вступу потрібно було знати грецьку та латинську мови, які вивчалися лише в гімназії, а не в звичайній міській школі, яку він закінчив. Військова кар'єра, яку пропонували йому вибрати батьки, його не цікавила. Тому у вересні 1918 року він вирішив поступити в Технологічний інститут в Делфті на відділення хімічного машинобудування. Тут йому не дуже подобалося: треба було відвідувати велику кількість лекцій та лабораторних занять з хімії. Втім, тієї ж осені закон про мови був змінений (стародавні мови більше не потрібні були для вступу на відділення точних наук), і Уленбек в січні 1919 року був зарахований на відділення математики і фізики Лейденського університету. Тут панували зовсім інші порядки: лекцій було не багато, і їх можна було не відвідувати, необхідно було лише виконати за семестр певну кількість лабораторних експериментів. В цей час Уленбек захопився кінетичною теорією газів. Великою допомогою для розуміння ідей Людвіга Больцмана стала класична стаття з статистичної механіки, написана Паулем та Тетяною Еренфестами для математичної енциклопедії.

## Визнання
1951 року став членом Нідерландської королівської академії наук. 1955 року був обраний до Національної академії наук США, 1957 року — до Американського філософського товариства, а 1964 року — до Американської академії мистецтв і наук.